# NGC 91
NGC 91 (PGC 3325956, GC 41, GC 5097 hoặc NPD 68 22.9) là một ngôi sao có cường độ rõ ràng là 14,4 trong chòm sao Tiên Nữ. Ngôi sao nằm ở phía tây nam của thiên hà NGC 90. Được phát hiện vào năm 1866 bởi Herman Schultz, đã có nhiều tranh luận liệu ngôi sao này có tồn tại hay không. Tuy nhiên, mọi người đã quan sát ngôi sao và đã xác nhận rằng NGC 91 tồn tại.